# 罗伯托·克拉韦罗
罗伯托·克拉韦罗（義大利語：Roberto Cravero，1964年1月3日—），意大利男子足球运动员。他曾代表意大利参加1988年欧洲足球锦标赛，结果止步半决赛。他也曾参加1988年夏季奥林匹克运动会。